# Le Crobag

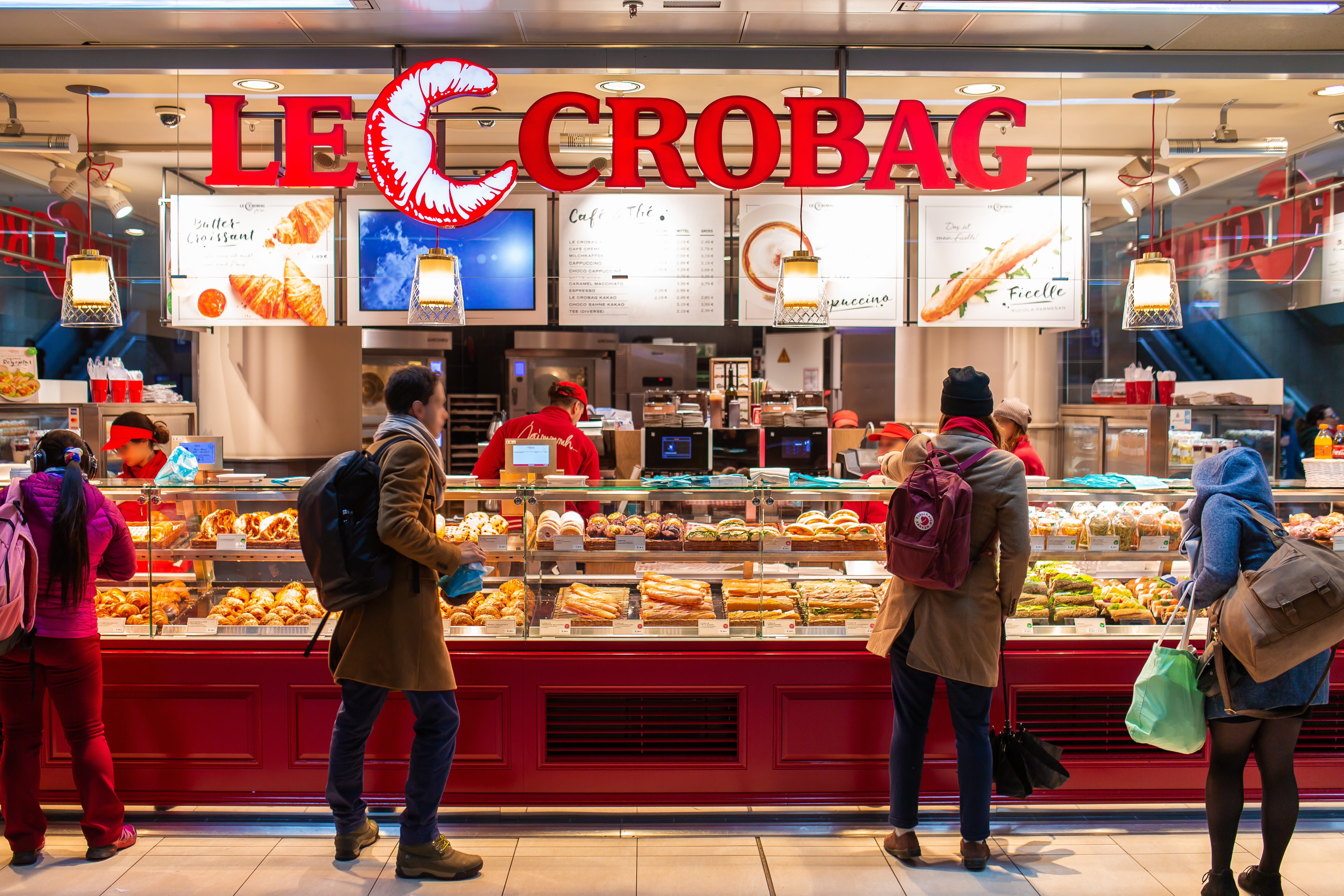
Le Crobag Shop Düsseldorf

Le Crobag ist ein deutscher Systemgastronomie-Anbieter mit 125 Filialen und einem Umsatz von ca. 90 Millionen Euro (eigene Angaben, Stand Anfang 2020). Der Name wurde als Akronym aus den Wortanfängen von frz. (le) Croissant und (la) Baguette gebildet. Das Sortiment umfasst Backwaren, Salate, sowie Heiß- und Kaltgetränke. Die Läden liegen zum größten Teil in Bahnhöfen und werden mehrheitlich von Franchisenehmern betrieben. Le Crobag ist in rund 35 deutschen Städten vertreten. Außerhalb Deutschlands befinden sich weitere Verkaufsshops in Österreich und Polen. Die Zahl der Mitarbeiter beträgt einschließlich der Franchisenehmer ca. 1.250 (Stand 2019). 2019 hatte der Betrieb 7 Auszubildende.

## Geschichte
Der erste Laden wurde 1981 von Christian Knoop-Troullier im Hamburger Hauptbahnhof eröffnet, zunächst unter dem Namen „Le Croissant“. Ende 1998 wurde Le Crobag von der familiengeführten Neuhauser-Gruppe mit Sitz in Folschviller (Frankreich) übernommen. Im Sommer 2014 veräußerte Alfred Neuhauser seine Anteile an der Neuhauser-Gruppe an den bereits aktiven Anteilseigner und langjährigen Mehllieferanten, die ebenfalls in Frankreich sitzende Groupe Soufflet, die damit auch die neue Unternehmensführung von Le Crobag übernahm. Im März 2018 übernahm die italienische Autogrill alle Anteile der Le Crobag GmbH & Co. KG.

## Produkte
1981 bestand die Produktpalette zunächst aus sechs original-französischen Viennoiseriespezialitäten: dem Croissant natur, drei süßen Varianten (dem Schoko- und dem Marzipan-Croissant sowie der Apfeltasche), und zwei herzhaften Snacks (dem Käse- und dem Käse-Schinken-Croissant), die heute noch im Sortiment enthalten sind.